# زک رندالف
زاک راندالف (به انگلیسی: Zach Randolph) (زاده ۱۶ ژوئیه ۱۹۸۱) مشهور به زی-بو بسکتبالیست حرفه‌ای آمریکایی، در پست فردوارد قدرتی برای تیم ممفیس گریزلیز است.